# Frauen-Bundesliga 2023-2024
La Frauen-Bundesliga 2023-2024, nota anche come Google Pixel Frauen-Bundesliga 2023-2024 per motivi di sponsorizzazione, è stata la trentaquattresima edizione della massima divisione del campionato tedesco. Il campionato è iniziato il 15 settembre 2023 e si è concluso il 20 maggio 2024.
Il campionato è stato vinto dal Bayern Monaco per la quinta volta nella sua storia, la seconda consecutiva, concludendo il torneo da squadra imbattuta.

## Stagione

### Novità
Dalla Frauen-Bundesliga 2022-2023 erano stati retrocessi in 2. Frauen-Bundesliga il Meppen e il Turbine Potsdam; quest'ultimo era retrocesso per la prima volta nella sua storia dopo quasi trent'anni di presenza continuativa e dopo essere diventata una delle squadre tedesche più vincenti. Dalla 2. Frauen-Bundesliga erano stati promossi l'RB Lipsia, per la prima volta nella sua storia, e il Norimberga, al ritorno in massima serie dopo 23 anni.

### Formula
Le 12 squadre si sono affrontate in un girone all'italiana con partite di andata e ritorno, per un totale di 22 giornate. La squadra prima classificata è campione di Germania, mentre le ultime due classificate retrocedono in 2. Frauen-Bundesliga. Le prime tre classificate sono ammesse alla UEFA Women's Champions League 2024-2025.

## Squadre partecipanti
| Club                  | Stagione | Città                 | Stadio                    | Stagione precedente              |
| --------------------- | -------- | --------------------- | ------------------------- | -------------------------------- |
| Bayer Leverkusen      | dettagli | Leverkusen            | Ulrich-Haberland-Stadion  | 5º posto in Frauen-Bundesliga    |
| Bayern Monaco         | dettagli | Monaco di Baviera     | FC Bayern Campus          | 1º posto in Frauen-Bundesliga    |
| Colonia               | dettagli | Colonia               | Franz-Kremer-Stadion      | 9º posto in Frauen-Bundesliga    |
| Eintracht Francoforte | dettagli | Francoforte sul Meno  | Stadion am Brentanobad    | 3º posto in Frauen-Bundesliga    |
| Friburgo              | dettagli | Friburgo in Brisgovia | Schwarzwald-Stadion       | 6º posto in Frauen-Bundesliga    |
| Hoffenheim            | dettagli | Hoffenheim            | Stadio Dietmar Hopp       | 4º posto in Frauen-Bundesliga    |
| MSV Duisburg          | dettagli | Duisburg              | Schauinsland-Reisen-Arena | 10º posto in Frauen-Bundesliga   |
| Norimberga            | dettagli | Norimberga            | Max-Morlock-Stadion       | 2º posto in 2. Frauen-Bundesliga |
| RB Lipsia             | dettagli | Lipsia                | Centro sportivo Cottaweg  | 1º posto in 2. Frauen-Bundesliga |
| SGS Essen             | dettagli | Essen                 | Stadion Essen             | 7º posto in Frauen-Bundesliga    |
| Werder Brema          | dettagli | Brema                 | Weserstadion Platz 11     | 8º posto in Frauen-Bundesliga    |
| Wolfsburg             | dettagli | Wolfsburg             | AOK Stadion               | 2º posto in Frauen-Bundesliga    |

## Classifica finale
Fonte: sito ufficiale.
|  | Pos. | Squadra               | Pt | G  | V  | N | P  | GF | GS | DR  |
|  | ---- | --------------------- | -- | -- | -- | - | -- | -- | -- | --- |
|  | 1.   | Bayern Monaco         | 60 | 22 | 19 | 3 | 0  | 60 | 8  | +52 |
|  | 2.   | Wolfsburg             | 53 | 22 | 17 | 2 | 3  | 67 | 19 | +48 |
|  | 3.   | Eintracht Francoforte | 44 | 22 | 14 | 2 | 6  | 42 | 25 | +17 |
|  | 4.   | SGS Essen             | 35 | 22 | 10 | 5 | 7  | 33 | 26 | +7  |
|  | 5.   | Hoffenheim            | 34 | 22 | 10 | 4 | 8  | 43 | 35 | +8  |
|  | 6.   | Bayer Leverkusen      | 31 | 22 | 8  | 7 | 7  | 34 | 25 | +9  |
|  | 7.   | Werder Brema          | 28 | 22 | 8  | 4 | 10 | 34 | 31 | +3  |
|  | 8.   | RB Lipsia             | 26 | 22 | 7  | 5 | 10 | 26 | 41 | -15 |
|  | 9.   | Friburgo              | 24 | 22 | 6  | 6 | 10 | 26 | 44 | -18 |
|  | 10.  | Colonia               | 18 | 22 | 5  | 3 | 14 | 25 | 43 | -18 |
|  | 11.  | Norimberga            | 15 | 22 | 4  | 3 | 15 | 16 | 61 | -45 |
|  | 12.  | MSV Duisburg          | 4  | 22 | 0  | 4 | 18 | 16 | 64 | -48 |

Legenda:
      Campione di Germania e ammessa alla UEFA Women's Champions League 2024-2025.
      Ammessa alla UEFA Women's Champions League 2024-2025.
      Retrocessa in 2. Frauen-Bundesliga 2024-2025.
Note:
Tre punti a vittoria, uno a pareggio, zero a sconfitta.

## Risultati
|                       | BaL  | BaM  | Col  | EFr  | Fri  | Hof  | MSV  | Nor  | RBL  | SGS  | Wer  | Wol  |
| --------------------- | ---- | ---- | ---- | ---- | ---- | ---- | ---- | ---- | ---- | ---- | ---- | ---- |
| Bayer Leverkusen      | –––– | 3-0  | 2-0  | 0-0  | 4-0  | 1-0  | 2-0  | 4-0  | 5-0  | 2-0  | 3-0  | 2-1  |
| Bayern Monaco         | 1-2  | –––– | 2-0  | 2-0  | 3-0  | 1-2  | 4-1  | 6-0  | 1-1  | 0-0  | 2-3  | 1-1  |
| Colonia               | 0-5  | 0-1  | –––– | 0-1  | 2-0  | 1-2  | 4-1  | 3-4  | 2-1  | 0-1  | 2-1  | 1-4  |
| Eintracht Francoforte | 1-2  | 2-2  | 1-0  | –––– | 4-2  | 3-1  | 5-1  | 4-1  | 3-1  | 1-0  | 2-0  | 2-4  |
| Friburgo              | 2-2  | 0-0  | 3-3  | 0-4  | –––– | 2-4  | 1-1  | 0-2  | 2-1  | 0-1  | 2-1  | 1-4  |
| Hoffenheim            | 1-4  | 2-2  | 1-1  | 1-3  | 2-3  | –––– | 9-0  | 2-0  | 2-1  | 0-3  | 1-1  | 2-1  |
| MSV Duisburg          | 1-5  | 1-3  | 0-0  | 1-2  | 2-2  | 0-2  | –––– | 1-2  | 1-1  | 0-1  | 0-2  | 1-4  |
| Norimberga            | 1-1  | 1-2  | 1-3  | 0-2  | 0-0  | 0-3  | 2-1  | –––– | 0-1  | 0-4  | 1-5  | 1-9  |
| RB Lipsia             | 0-3  | 1-0  | 2-1  | 2-1  | 0-2  | 3-0  | 3-0  | 0-0  | –––– | 3-2  | 0-5  | 0-2  |
| SGS Essen             | 0-2  | 0-0  | 2-1  | 2-0  | 0-1  | 2-1  | 4-1  | 5-0  | 4-4  | –––– | 1-1  | 1-3  |
| Werder Brema          | 0-2  | 2-1  | 3-0  | 0-1  | 0-3  | 1-3  | 4-2  | 4-0  | 1-1  | 0-0  | –––– | 0-3  |
| Wolfsburg             | 0-4  | 3-0  | 5-1  | 3-0  | 4-0  | 2-2  | 2-0  | 1-0  | 4-0  | 6-0  | 1-0  | –––– |

## Statistiche

### Classifica marcatrici
Fonte: sito ufficiale.
| Gol | Rigori |  | Giocatore          | Squadra               |
| --- | ------ |  | ------------------ | --------------------- |
| 18  | 1      |  | Ewa Pajor          | Wolfsburg             |
| 11  |        |  | Lea Schüller       | Bayern Monaco         |
| 11  |        |  | Nicole Anyomi      | Eintracht Francoforte |
| 10  | 1      |  | Vanessa Fudalla    | RB Lipsia             |
| 10  |        |  | Nikola Karczewska  | Bayer Leverkusen      |
| 9   |        |  | Pernille Harder    | Bayern Monaco         |
| 9   | 3      |  | Laura Freigang     | Eintracht Francoforte |
| 9   |        |  | Vivien Endemann    | Wolfsburg             |
| 8   |        |  | Jovana Damnjanović | Bayern Monaco         |
| 8   |        |  | Sophie Weidauer    | Werder Brema          |
| 7   |        |  | Alexandra Popp     | Wolfsburg             |
| 7   |        |  | Linda Dallmann     | Bayern Monaco         |
| 7   | 4      |  | Natasha Kowalski   | SGS Essen             |
| 6   |        |  | Mara Alber         | Hoffenheim            |
| 6   |        |  | Ramona Maier       | SGS Essen             |
| 6   |        |  | Melissa Kössler    | Hoffenheim            |
| 6   | 1      |  | Georgia Stanway    | Bayern Monaco         |